# Coral Universitário da Universidade Federal de Juiz de Fora
O Coral da UFJF é o coro universitário da Universidade Federal de Juiz de Fora (UFJF), instituição pública brasileira de ensino superior com sede no município mineiro de Juiz de Fora, no estado de Minas Gerais.

## História

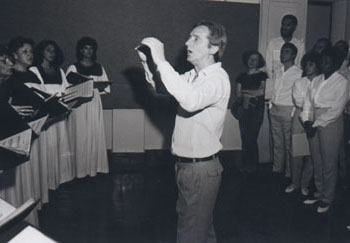
Coral sendo regido por seu fundador Victor Giron Vassalo.

Com uma história que se confunde com a da própria Universidade Federal de Juiz de Fora, o Coral Universitário se consolidou nos anos de 1960, registrando importantes vitórias desde então. Do pequeno grupo que inicialmente se reunia sob a nave da Igreja da Glória, passando pela memorável efervescência da Galeria de arte Celina, foi graças a um concerto para o reitor Moacir Teixeira de Andrade Reis, em 1966, que o coro se agregou à instituição, embora só tenha passado a fazer parte oficial da UFJF em 2006, ano em que o professor Henrique Duque de Miranda Chaves Filho foi eleito reitor em sua primeira gestão, criando a Pró-reitoria de Cultura. Como ponto forte dessa origem, merece destaque o idealismo do maestro Victor Giron Vassalo, à frente do grupo até 1996 e responsável pela premiação na primeira edição do Concurso Nacional de Corais na Televisão, promoção MEC/TV Globo, em 1973.
Com a pianista Ana Maria Ramos assumindo a regência, o Coral Universitário foi convidado a participar do Concurso Anual de Corais de Barcelona, na Espanha, começando uma nova rota de apresentações até o final do século. No primeiro ano do novo milênio, o maestro André Pires assumiu o coro, imprimindo um ritmo performático que lhe rendeu o primeiro lugar na categoria Coral Misto Adulto do Concurso Sudamericano de Interpretación Coral promovido pela Asociación Argentina para la Música Coral, em 2004. Na ocasião, o grupo também conquistou medalha de prata ao serem consideradas as quatro categorias do concurso, sendo que o Júri Popular consagrou o regente como o melhor de todo o evento. Em dezembro de 2006, durante as comemorações dos 40 anos de existência do coral com o espetáculo "A vida começa aos 40", o CONSU – Conselho Universitário – promove finalmente a oficialização do grupo, passando desta forma a existir de direito, enquanto corpo estável dentro da UFJF.  Em 2007 o Coral esteve no palco do Teatro Pró-Música se apresentando na 18ª edição do Festival Internacional de Música Colonial Brasileira e Música Antiga, com o show o "O QUE QUER, O QUE PODE ESTA LÍNGUA?". O verso da música “Língua” de Caetano Veloso, deu nome à apresentação do grupo. Ele traduziu a ideia de cantar em sete idiomas diferentes e mais um “oitavo”: a ausência de letra que conta com repertório de J.S. Bach e Osvaldo Lacerda. 
Em 2008 o maestro André Pires preparou um arranjo especial da musica Balada do louco, dos compositores Arnaldo Baptista e Rita Lee, para a apresentação do Coral na abertura do Festival da Loucura em Barbacena (Minas Gerais)  e o grupo participou da faixa "No retrato" do CD “Noiteceu” a convite do cantor e compositor Luizinho Lopes. No período de junho a setembro de 2009, trabalhando pela segunda vez com o Coral, o maestro Carlos Alberto Romanelli substituiu André Pires, dando prosseguimento aos ensaios e estudos de peças.
Em 2010, de volta à batuta de André Pires, era orquestrada a histórica sexta edição do Festival America Cantat, com representantes de 14 países de três continentes sendo recebidos pela UFJF. Buscando aprimorar seu caráter cênico, em 2010, o Coral da UFJF convida o diretor, ator e autor teatral Marcos Marinho para atuar como diretor cênico, resultando na apresentação da abertura da sexta edição do Festival America Cantat, realizado pela primeira vez no Brasil, na cidade de Juiz de Fora/MG, em maio daquele ano.

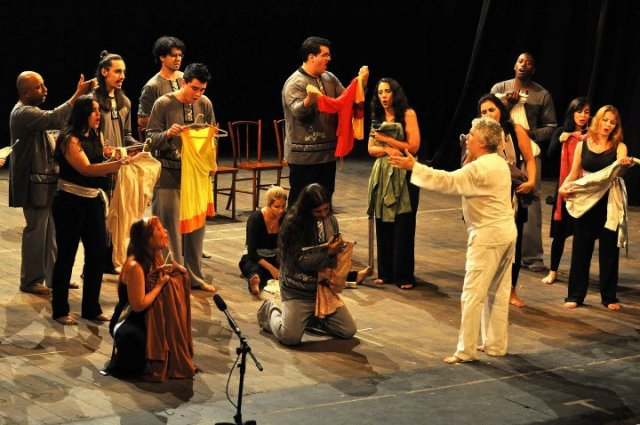
Coral da UFJF fez o concerto de abertura do VI Festival Internacional de Canto Coral - America Cantat. Realizado em Juiz de Fora, MG. (2010)

### 2010-presente: mudanças na regência
Em uma breve interseção na regência, de julho de 2010 a fevereiro de 2011, merece destaque a presença do maestro Fernando Benedito Vieira até a chegada de Guilherme Augusto de Oliveira em março de 2011. Sob a regência do mesmo, o grupo participou de eventos regionais para canto coral e teve como uma de suas principais realizações a produção do espetáculo "cantorias" em 2012, e a gravação e o lançamento do terceiro álbum homônimo em 2014 (após um hiato de dez anos do grupo sem entrar em estúdio). Tal álbum se diferencia dos outros dois CDs do grupo por ser mais eclético. Com rock, música do sertão mineiro, erudita, samba e música de protesto, essa diversidade inspirou o título do CD, Cantorias, que é também referência à faixa de abertura do álbum, Cantorias (Suíte Minas adentro), de Rufo Herrera. Dentre as outras faixas do CD (nove ao todo), valem ser ressaltadas as canções "Classe Média" 
, composição de Max Gonzaga que apresenta uma visão crítica e sarcástica da classe média brasileira, e "Bohemian Rhapsody" gentilmente cedidos os direitos para a gravação da obra pelo próprio grupo britânico de rock Queen. 
Com a saída do maestro Guilherme Oliveira em 2015, a partir de então, o Coral da UFJF passa à batuta da soprano e maestrina Ana Letícia Macedo, em caráter provisório, até junho de 2016. É quando a maestrina Hellem Pimentel, professora do Departamento de Música do Instituto de Artes e Design (IAD) da UFJF, assume a direção do grupo e das comemorações de 50 anos de atividades ininterruptas do coro com o musical "Brasis em Cena: Paisagens", lotando o Cine-Theatro Central nos dois dias de apresentação. A direção do espetáculo contou com a parceria de Marcos Marinho na direção cênica e Fernanda Cruzick no cenário e figurinos. O espetáculo foi uma construção coletiva e contou com a participação ativa dos integrantes do coro em diversas etapas do processo. Em 2017, em celebração dos 51 anos do Coral da UFJF, o grupo apresentou o concerto "Gerais & Milton", uma homenagem ao artista mineiro Milton Nascimento. A maestrina Hellem Pimentel, contou mais uma vez com as ilustres parcerias dos artistas Marcos Marinho (direção cênica) e Fernanda Cruzik (cenários, figurinos e adereços) para compor a equipe de criação da montagem. O espetáculo teve a participação do Grupo de Tambor Mineiro Ingoma.
Parte integrante da Pró-reitoria de Cultura como importante órgão suplementar, o Coral Universitário vem ampliando e diversificando as ações de extensão da UFJF, tendo em vista o processo de construção de cidadania e de enriquecimento da produção cultural dentro e fora do meio acadêmico. Já em sua quinta década de existência, o coro tem se atualizado com estudos de peças eruditas, populares e folclóricas, acrescentando às suas atividades leituras próprias de um repertório que se aperfeiçoa e se renova constantemente.

## Influências

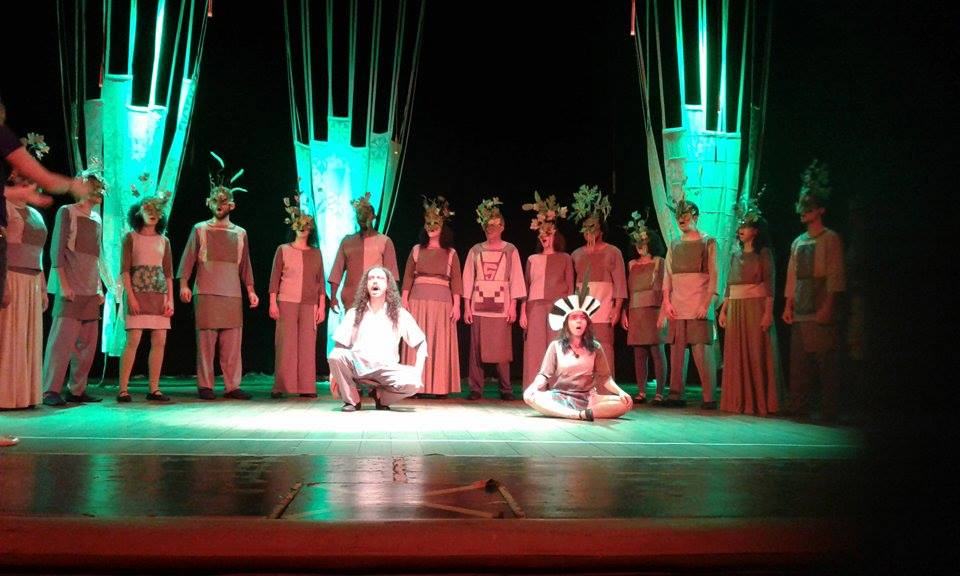
Cena do Espetáculo "Brasis em Cena: Paisagens. Comemorando 50 anos de fundação do grupo (2016).

O grupo canta desde peças sacras e profanas de compositores eruditos, passando por canções oriundas do folclore nacional e internacional, as músicas do cancioneiro popular brasileiro e juiz-forano, em particular. Algumas músicas já se tornaram marca registrada do Coral, como Comida (canção), dos Titãs(banda), e Tristeza Pé no Chão, do compositor local Armando Fernandes Aguiar, mais conhecido como "Mamão", eternizada na voz de Clara Nunes. O grupo acentuou sua presença nos palcos brasileiros com uma média de três apresentações mensais, entre shows, concertos e festivais. Com cerca de 20 cantores, o Coral utiliza recursos cênicos em suas performances, sistematizando-os num processo de criação coletiva.

## Discografia

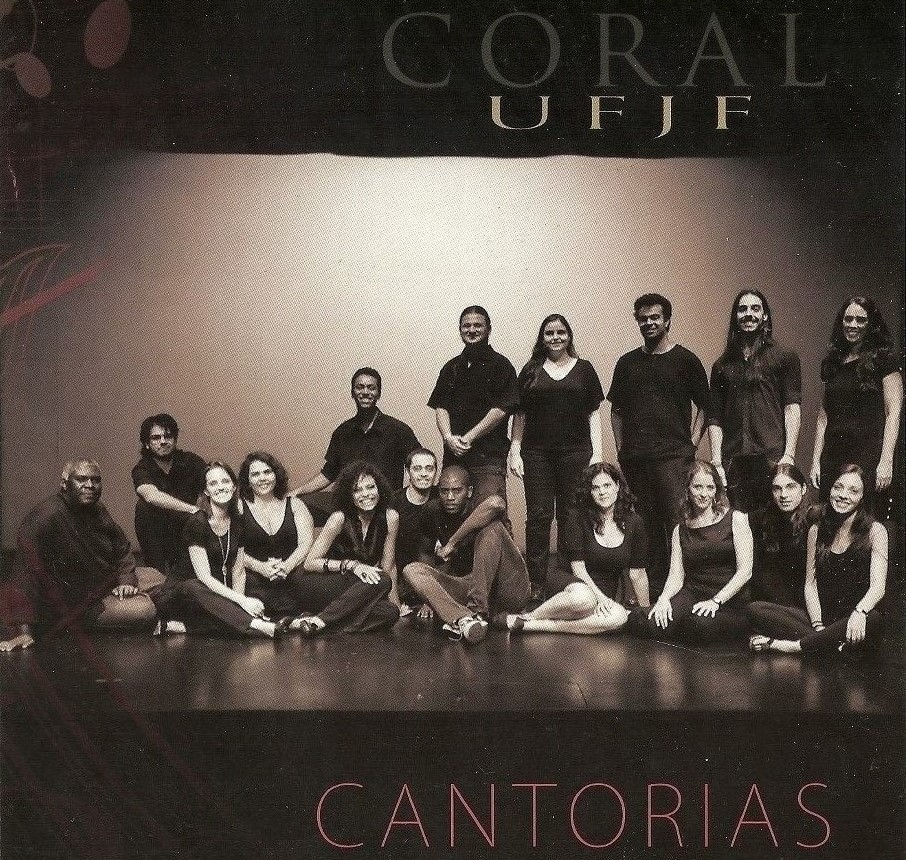
Coral da UFJF apresenta o espetáculo “Cantorias” no Teatro Pró-Música (2012).

## Discografia[21]
- 2001: À Moda da Casa
- 2004: Tear
- 2014: CantoriasCoral da UFJF apresenta o espetáculo “Cantorias” no Teatro Pró-Música (2012).

## Componentes
Atualmente o coral é composto por alunos, ex-alunos, professores e membros da comunidade não acadêmica.